# Eryngium spinalba
Eryngium spinalba är en flockblommig växtart som beskrevs av Dominique Villars. Eryngium spinalba ingår i släktet martornar, och familjen flockblommiga växter. Inga underarter finns listade i Catalogue of Life.

## Bildgalleri

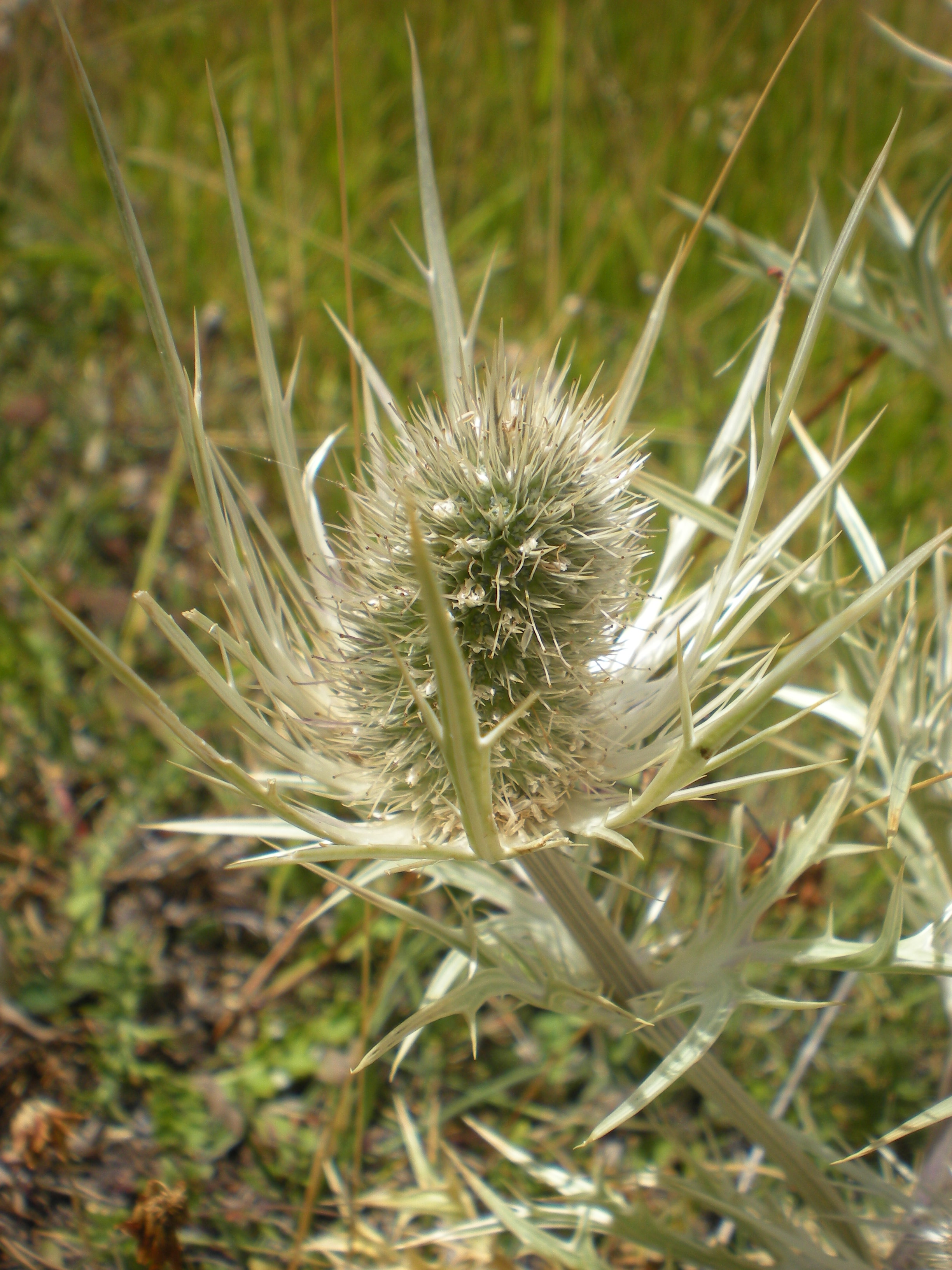
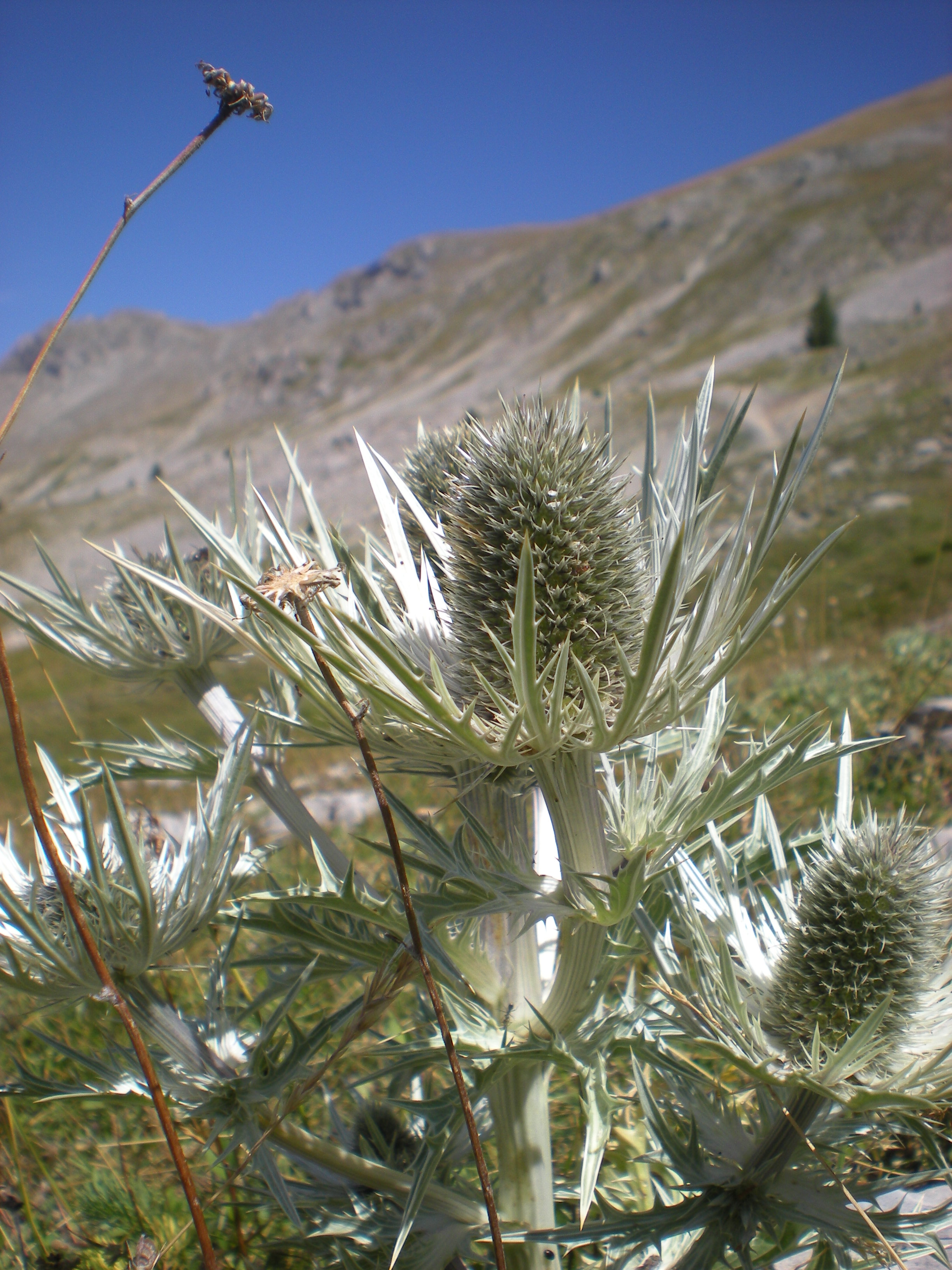
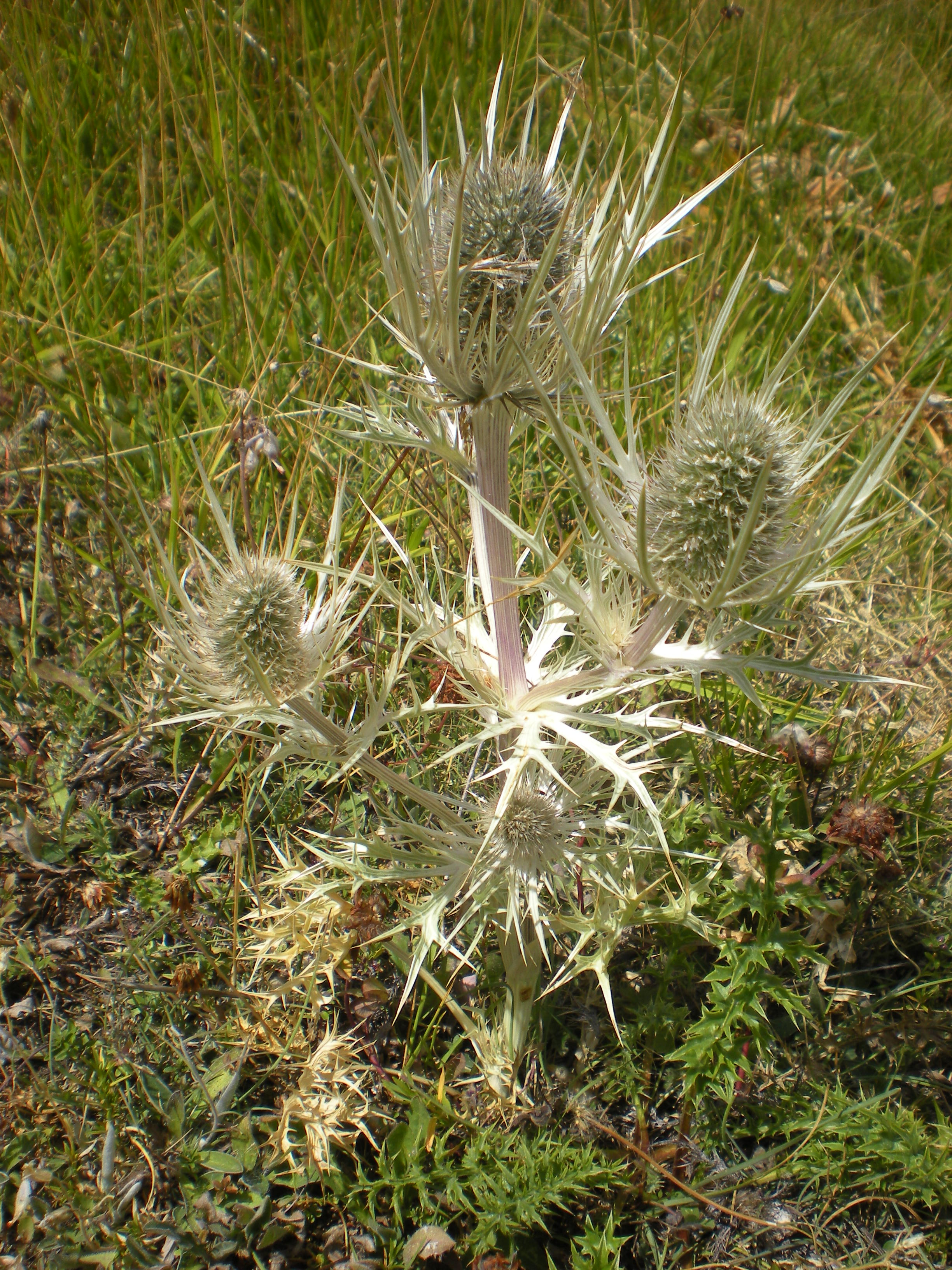
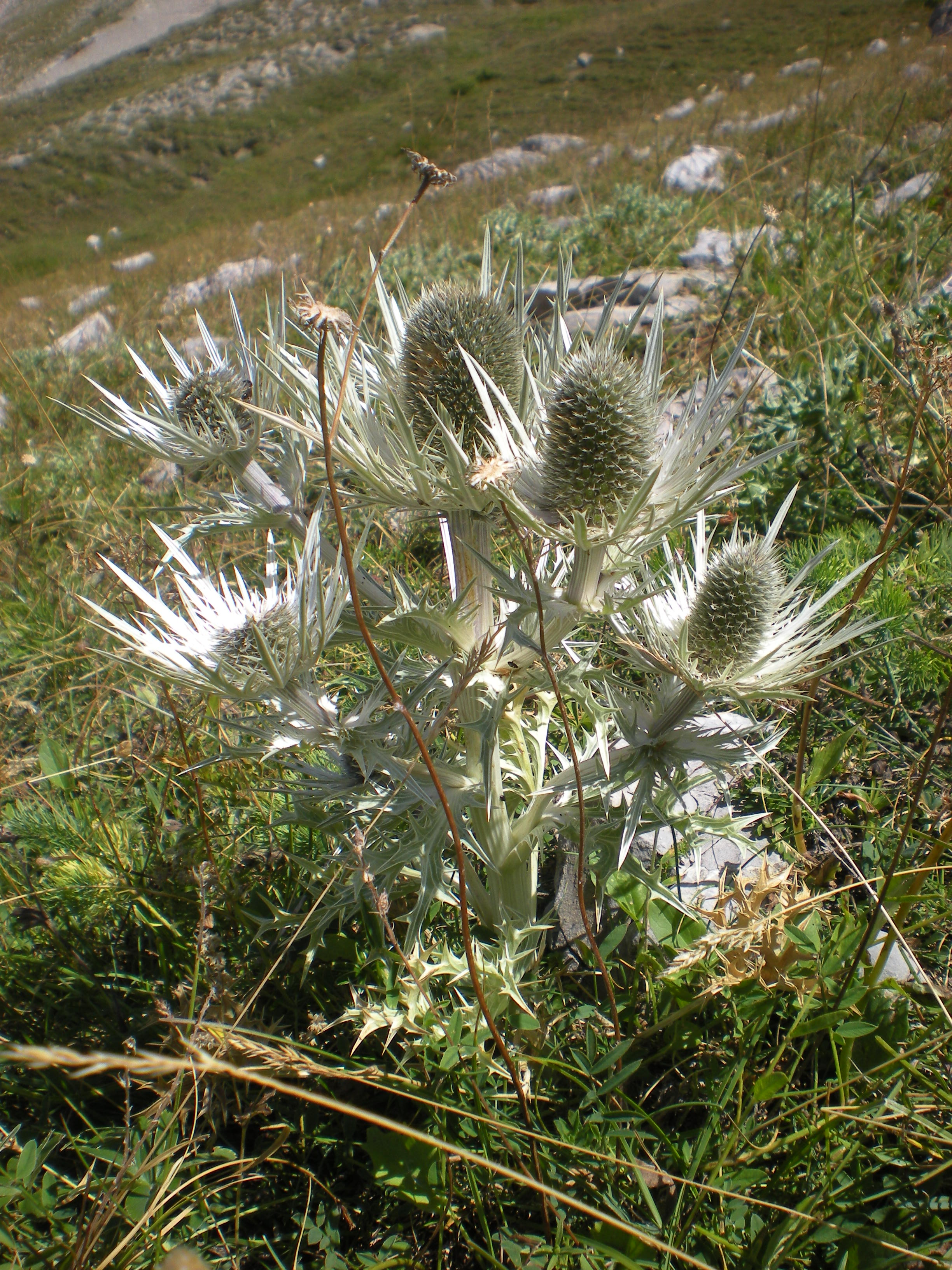